# 圣索尔南 (阿列省)
圣索尔南（法語：Saint-Sornin，法語發音：[sɛ̃ sɔʁnɛ̃]）是法国阿列省的一个市镇，位于该省中部，属于穆兰区。

## 地理
圣索尔南（46°24'40"N, 3°0'57"E）面积19.44 平方千米，位于法国奥弗涅-罗讷-阿尔卑斯大区阿列省，该省份为法国中部省份，北起涅夫勒省、西北接谢尔省，西南至克勒兹省，南至多姆山省，东南临卢瓦尔省，东临索恩-卢瓦尔省。
与圣索尔南接壤的市镇（或旧市镇、城区）包括：比克西耶尔莱米讷、沙普、沙沃农、德谢斯、勒蒙泰、罗克勒。

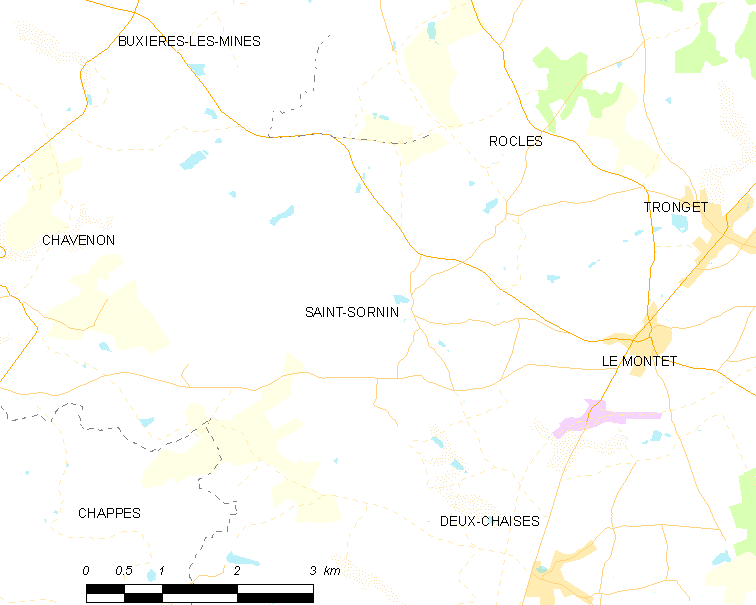
的OSM定位图

圣索尔南的时区为UTC+01:00、UTC+02:00（夏令时）。

## 行政
圣索尔南的邮政编码为03240，INSEE市镇编码为03260。

## 政治
圣索尔南所属的省级选区为苏维尼县。

## 人口

1962-2008年间人口变化图示

圣索尔南于2022年1月1日时的人口数量为220人。